# San Joaquín, Colombia
San Joaquín är en ort i Colombia.   Den ligger i departementet Santander, i den centrala delen av landet, 240 km nordost om huvudstaden Bogotá. San Joaquín ligger 2 004 meter över havet och antalet invånare är 844.
Terrängen runt San Joaquín är varierad. Runt San Joaquín är det ganska glesbefolkat, med 23 invånare per kvadratkilometer. Närmaste större samhälle är Mogotes, 12,4 km väster om San Joaquín. I omgivningarna runt San Joaquín växer i huvudsak städsegrön lövskog.